# Halsbandstekelstaart
De halsbandstekelstaart (Synallaxis stictothorax) is een zangvogel uit de familie Furnariidae (ovenvogels).

## Verspreiding en leefgebied

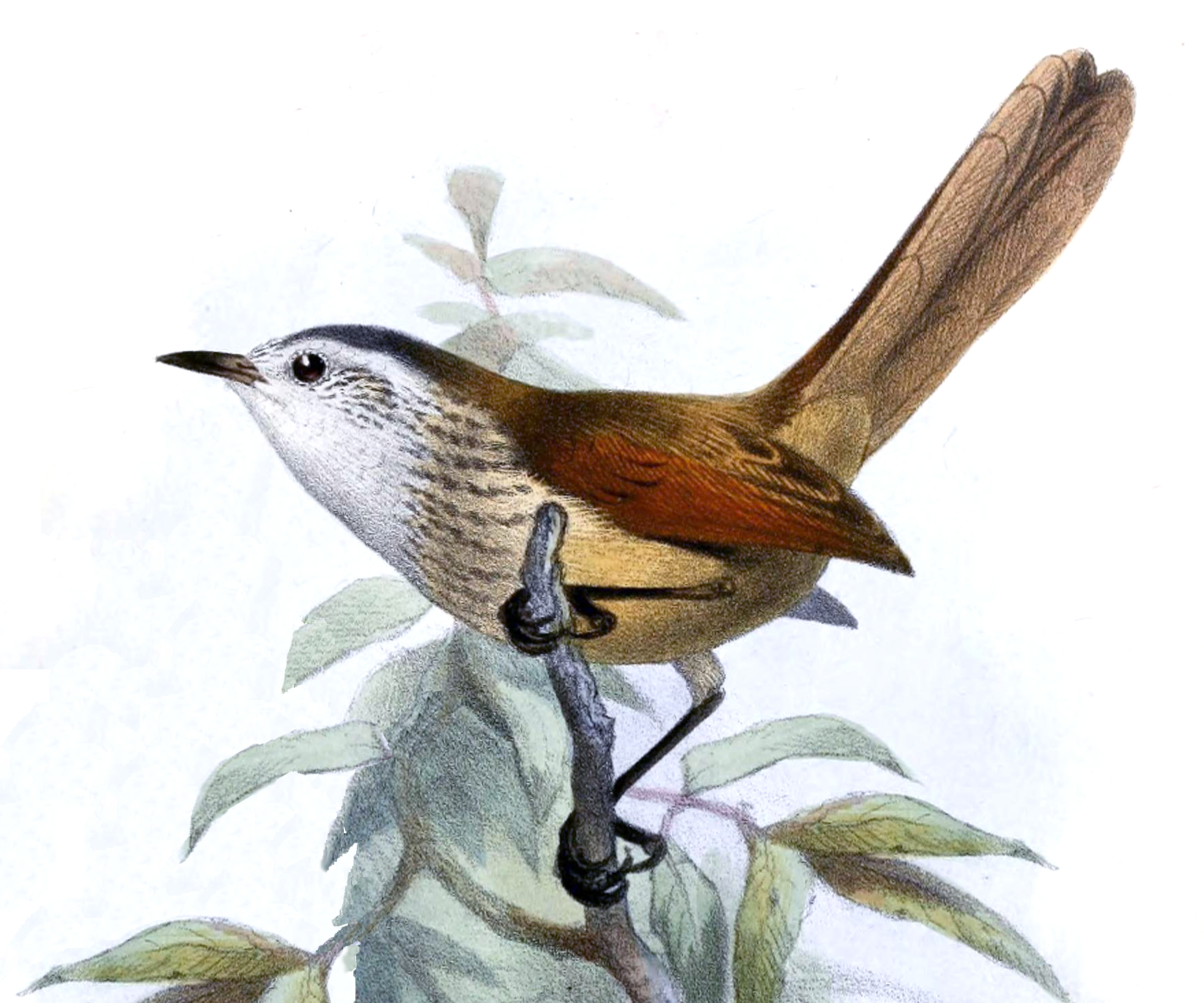

Deze soort komt voor in zuidwestelijk Ecuador en noordwestelijk Peru en telt twee ondersoorten:
- S. s. maculata: zuidelijk Loja (extreem zuidwestelijk Ecuador) en noordwestelijk Peru.
- S. s. stictothorax: Marañón (noordelijk Peru).